# Place Pięciu Rogów
Pour les articles homonymes, voir Rogów.
La place Pięciu Rogów (polonais : Plac Pięciu Rogów, litt. « place des Cinq-Coins » ou « des Cinq-Cornes ») est une place située dans l'arrondissement de Śródmieście (Centre-ville) à Varsovie.

## Odonymie
Pięciu signifie « cinq », quant à rogów (génitif pluriel de róg), le substantif peut à la fois signifier « corne » (partie anatomique) et « coin ». Cet odonyme n'est pourtant pas officiel et son origine laisse place à plusieurs théories. D'après une légende orale d'un des résidents les plus âgés, comme le rapporte la porte-parole Karolina Gałecka de l'Autorité des routes municipales, un des immeubles aurait arboré trois taureaux, l'un d'eux ayant perdu une corne de manière inexpliquée. Gałecka mentionne une seconde version qui provient de l'ouvrage de Wojciech Herbaczyński paru en 1983 dans lequel il mentionne une « maison aux cinq coins »,. Selon l'historien Jarosław Zieliński (pl), interrogé par TVN24, la théorie des cornes serait une légende urbaine, le nom s'étant établi à travers une description de l'espace.